# DR-Baureihe 99.164
In die Baureihe 99.164 ordnete die Deutsche Reichsbahn (DR) 1944 drei ursprünglich für die chilenische Militäreisenbahn vorgesehene Schmalspur-Dampflokomotiven der Bauart Kitson-Meyer ein. Nach 1945 verblieben die Lokomotiven in Polen. Dort erhielten sie die Bezeichnung Tyy 1.

## Geschichte
Kitson-Meyer-Lokomotiven wurden bis auf wenige Ausnahmen von Kitson & Co in Leeds gebaut und kamen überwiegend in Südamerika zum Einsatz. Aber auch die Berliner Lokomotivfabrik Orenstein & Koppel (O&K) stellte im Jahre 1927 erstmalig eine solche Lok her. 1939 folgten drei weitere Lokomotiven dieser Bauart, die 1944 fabrikneu an die DR abgeliefert wurden.
1927 lieferten Orenstein & Koppel (O&K) den Prototyp einer Kitson-Meyer-Lokomotive für die Spurweite 600 mm an die chilenische Militäreisenbahn für die Ferrocarril Militar de Puente Alto al Volcán. Es ist aus heutiger Sicht schwer nachvollziehbar, warum ein so aufwendiger Loktyp für ein Einzelexemplar völlig neu konstruiert worden sein sollte. Möglicherweise handelte es sich um eine wohlüberlegte Firmenstrategie: Wäre die Lok eine Fehlkonstruktion, so wäre eine einzelne Lok mit nur 600 mm Spurweite schnell vergessen. Wäre sie erfolgreich, ließe sich mit einer staatlichen Militäreisenbahn gute Reklame machen. Auf dem Fabrikschild der Lok war daher der Name des erfolgreichen chilenischen Eisenbahnhändlers Gildemeister zusammen mit dem des Herstellers vermerkt, aber die Werbung für diese Lok erschien nur in einer englischsprachigen Fachzeitschrift für Industrie- und Landwirtschaftsbahnen.
In einer Firmenbeschreibung 1927 wird die Lok wie folgt beschrieben: „Die gegliederte Lokomotive wurde für eine maximale Achslast von 6 t sowie einen kleinsten Kurvenradius von 45,7 m entworfen. Sie ist imstande, eine Last von 100 t über eine größte Steigung von 3,5 % zu befördern. Der Kessel ist mit einem Überhitzer Bauart Schmidt ausgerüstet, der die Dampftemperatur bis auf 400 °C steigert. Der Hauptrahmen ruht über mittige Kugelzapfen und seitlich gleitende Platten auf den zwei Triebdrehgestellen. Diese Anordnung sichert ruhigen Lauf der Lok über unebene Gleise.“ Die Lokomotiven von 1939 sollen nach mündlicher Überlieferung auch Radien von 35 m anstandslos durchfahren haben.
Überraschenderweise bestellte die chilenische Militäreisenbahn 1937 nochmals drei Kitson-Meyer-Lokomotiven, die 1939 mit den Fabriknummern 13306, 13307 und 13308 gebaut wurden, und mit der Lok 11350 von 1927 fast baugleich waren. 1939 waren die Lokomotiven mit dem Fabriknummern 13306 bis 13308 fertiggestellt. Aufgrund des Beginns des Zweiten Weltkrieges wurden die Fahrzeuge nicht mehr nach Chile geliefert.
Die Kitson-Meyer-Lokomotiven wurden daher zunächst in der Fabrik eingelagert. Es schlossen sich Erprobungen auf dem Heeresübungsplatz Rehagen-Klausdorf und wahrscheinlich auch auf Strecken der Mecklenburg-Pommerschen Schmalspurbahn durch O&K an. 1944 erwarb die Deutsche Reichsbahn die Lokomotiven, um sie auf Strecken im besetzten Polen einzusetzen. Deshalb wurden sie in der zweiten Hälfte desselben Jahres an die Gedob-Direktion Krakau abgegeben, wo sie im BW Jedrzejow stationiert wurden. Es gab aber bis 1983 keine Veröffentlichungen darüber.
Nach Kriegsende verblieben die Maschinen in Polen und wurden in einem Schmalspurnetz bei Krakau eingesetzt. Die PKP zeichnete sie in Tyy 1-691 bis Tyy 1-693 um. Nach der Umspurung ihrer Strecke auf 750 mm wurden die 691 und die 692 nach Mława umgesetzt. Diese zwei Lokomotiven wurden am 29. April 1961 ausgemustert. 1955 wurde die Tyy 1-693 an die Soda Fabrik Solvay bei Krakau verkauft.

## Vermarktung
Die von O & K auf die chilenische Kitson-Meyer-Lokomotive gesetzten Vermarktungsmöglichkeiten wurden durch die Weltwirtschaftskrise um 1930 stark beeinträchtigt, und danach galt das Kitson-Meyer-Konzept im Dampflokbau als überholt, sodass 1935 in England die letzten Loks dieses Typs gebaut wurden und Kitson & Co den Lokomotivbau kurz darauf einstellte.
Überraschenderweise bestellte die chilenische Militäreisenbahn 1937 nochmals drei Kitson-Meyer-Lokomotiven, die 1939 mit den Fabriknummern 13306, 13307 und 13308 gebaut und geliefert wurden und mit der Lok 11350 von 1927 fast baugleich waren. Ein Export der Lokomotiven war jedoch durch den Zweiten Weltkrieg unmöglich. Die Kitson-Meyer-Lokomotiven wurden daher zunächst in der Fabrik eingelagert. Zwischen Juni 1942 und April 1943 wurden aus dem Lagerbestand zwei fünfachsige Loks mit 700 mm, vier dreiachsige mit 762 mm und vier 1'D-Lokomotiven mit 1435 mm Spurweite im okkupierten Polen sowie in Österreich und Deutschland – teilweise nach Umspurung – zum Einsatz gebracht. Von diesen 10 Lokomotiven erhielten 6 Reichsbahnnummern, es gab aber bis 1983 keine Veröffentlichungen darüber.

## Konstruktive Merkmale
Die Lokomotiven verfügten über genietete Brücken- und Drehgestellrahmen. Auch Kessel, Führerhaus, Vorratsbehälter und Aschekasten waren genietet. Die an den beiden Drehgestell-Enden befindlichen Triebwerke arbeiteten auf den mittleren Achssatz. Dieser Radsatz konnte auch gesandet werden. Die Steuerung war als Bauart Heusinger ausgeführt. Während der Prototyp eine Westinghouse-Bremse besaß, hatten die Serienloks eine Knorr-Bremse. Die Luftpumpe war am hinteren Wasserkasten angebracht, während der Hauptluftbehälter darüber auf dem Wasserkasten lag. Die Lok verfügte über elektrisch betriebene Scheinwerfer.
|                         | Einheit      | O&K 11350/27       | O&K 13306/39      |
| ----------------------- | ------------ | ------------------ | ----------------- |
| Zylinderdurchmesser     | mm           | 270                | 270               |
| Kolbenhub               | mm           | 350                | 350               |
| Raddurchmesser          | mm           | 700                | 700               |
| Dampfdruck              | kg/cm²       | 15                 | 15                |
| Rostfläche              | m²           | 1,5                | 1,5               |
| Rohrheizfläche          | m²           | wasserberührt 45,8 | feuerberührt 41,9 |
| Überhitzerheizfläche    | m²           | 17,5               |                   |
| Gesamt-Achsstand        | mm           | 7600               | 7600              |
| Achsstand (fest)        | mm           | 2200               |                   |
| Länge über Puffer       |              | 11230              |                   |
| Leergewicht             | t            | 27,7               | 28,3              |
| Dienstgewicht           | t            | 36,7               | 38,4              |
| Wasser                  | m³           | 5,0                | 5,0               |
| Kohle                   | t            | 2                  | 2                 |
| Zugkraft (0,6x p)       | kg           | 6560               | 6560              |
| Leistung                | PSI/PSE      | …/250              | 310/250           |
| Heizfläche, Feuerbüchse | m²           |                    | 5,9               |
| Anzahl der Heizrohre    |              |                    | 18                |
| Heizrohr-Durchmesser    | mm           |                    | 35/40             |
| Anzahl der Rauchrohre   |              |                    | 58                |
| Rauchrohre-Durchmesser  | mm           |                    | 65/70             |
| Länge zw. d. Rohrw.     |              | 2600               |                   |
| Höchstgeschwindigkeit   | km/h         |                    | 30                |
| Bremsart                | Westinghouse |                    |                   |

Die technischen Daten basieren auf den historischen Quellen. Das sind für die Lok 11350/27 das O&K-Zeichnungsverzeichnis des Verkehrsmuseums Dresden und für die Lok 13306/39 das Betriebsbuch der PKP-Lok Tyyl-691.
In einer Veröffentlichung aus damaliger Zeit wurden die Loks fälschlich mit der für Malletlokomotiven üblichen Bauartbezeichnung CC h4v statt der bei Verbund-Meyer-Lokomotiven üblichen Bezeichnung C'C' h4t angegeben.

## 99 1641 bis 99 1643 bei der DR
Die Kitson-Meyer-Lokomotiven erhielten bei der Deutschen Reichsbahn (DR) die Nummern 99 1641 bis 99 1643. Sie wurden dem Baureihenbereich 99.16x zugeordnet, in der sonst nur polnische Lokomotiven erfasst waren. Mitte 1944 wurden sie dem Reichsbahn-Zentralamt der Generaldirektion der Bahnen im damaligen Generalgouvernement (Gedob) im okkupierten Restpolen zugewiesen. Sie wurden aber mit Ausnahme eines mutmaßlichen Probeeinsatzes auf der Mecklenburg-Pommerschen Schmalspurbahn nicht fahrplanmäßig eingesetzt.
Die 991641, 99 1642 und 99 1643 kamen beim Unterhaltungs-Bahnbetriebswerk Jedrzejöw zum Einsatz. Der im Juli 1944 abgelieferten 99 1641 folgten – offenbar nach Erprobung – im November 1944 die beiden anderen Kitson-Meyer-Lokomotiven.

## Tyyl-691 bis Tyyl-693 bei der PKP
Nach der Befreiung Polens von der Besetzung wurden die Schmalspurbahnen von den Polskie Koleje Państwowe (PKP) übernommen. 1947 und 1948 wurden alle Schmalspurlokomotiven nach einem neu aufgestellten Reihen- und Nummernplan umnummeriert. Die Kitson-Meyer-Loks erhielten die Reihenbezeichnung Tyyl (y — 3 Treibachsen bei Schmalspur) und die Nummern 691-693.
Die Lokomotiven waren wohl für die vorhandenen Gleisradien geeignet, aber die Metermasse war für einige Brücken zu groß. Als das Schmalspurbahnnetz um 1951 bis 1954 auf 750 mm umgespurt wurde, wurden die Loks 691 und 692 an das Mława-Netz abgegeben, für dessen Flachlandstrecken die schweren Kitson-Meyer-Loks gut geeignet waren. Als auch dieses Netz 1961 und 1962 auf 750 mm Spurweite umgespurt wurde, wurden die beiden Mława-Lokomotiven am 29. April 1961 ausgemustert.
Die Lokomotive Tyyl-693 wurde nicht in Mtawa eingesetzt, da sie sich wohl lange in einem Ausbesserungswerk befand. Sie wurde am 3. Juli 1955 im Rahmen einer großen Typenbereinigung an eine Sodafabrik bei Kraków abgegeben, die über eine stark frequentierte 600-mm-Bahn verfügte. Die ungewöhnliche Lok soll in vollaufgearbeitetem Zustand dort angekommen sein, wurde aber von den Werkeisenbahnern wohl sehr misstrauisch empfangen. Schließlich habe man sie angeheizt und sei probehalber auf die Strecke gefahren, die bald hinter dem Ortsgebiet eine Gegenkurve aufgewiesen habe. Laut einer Anekdote habe sich die Kitson-Meyer-Lok dort so hoffnungslos festgefahren, dass sie vor Ort kurzentschlossen zerschnitten worden sei.